# Ruth Genner
Ruth Genner, née le 13 janvier 1956 à Schaffhouse, est une personnalité politique suisse, membre des Verts.

## Biographie
Députée au Grand Conseil du canton de Zurich de 1987 à 1997, elle est ensuite élue au Conseil national en 1998. Elle y a est réélue en 1999, en 2003 et en 2007.
En 2001, elle accède à la coprésidence des Verts suisses, en collaboration avec Patrice Mugny. Après que celui-ci a été élu à l'exécutif de la ville de Genève en 2003, elle devient la présidente unique du parti. Elle quitte ce poste au début de l'année 2008. Son successeur est le genevois Ueli Leuenberger.
Le 27 février 2005, Ruth Genner se présente sans succès à l'élection complémentaire à l'exécutif du canton de Zurich provoquée par la démission du conseiller d'État Christian Huber. Elle tente une seconde fois d'accéder à l'exécutif du canton le 9 juillet 2006 à la suite de la démission de Dorothée Fierz mais sans plus de succès.